# Сальваторе Скіллачі
Сальваторе «Тото» Скіллачі (іт. Salvatore "Toto" Schillaci; 1 грудня 1964, Палермо — 18 вересня 2024) — колишній італійський футболіст, нападник (футбол). Найкращий бомбардир Чемпіонату світу 1990 року.

## Біографія
Сальваторе народився у багатодітній сім'ї, яка займалась рибальським промислом на острові Сицилія. Його батько — Доменіко Скіллачі, мав віру, що син стане відомим футболістом й віддав хлопця з різною довжиною ніг до спортивного клубу «Амат Палермо». Коли у Сальваторе з'явилася реальна перспектива виступу за головну команду свого регіону — «Палермо», його батько віддав сина до клубу з сусідньої провінції Мессіна. Однойменна команда виступала у серії С2 й саме там 1982-го дебютував 18-річний нападник Скіллачі.
Наступного сезону 1983/1984 років «Мессіна» з першого місця у своїй лізі виходить до серії С1. Ще через рік сицилійська команда мала реальну можливість вийти до серії В, та на заваді став сусідній клуб — те саме «Палермо». Щоправда у ті часи Сальваторе не відзначався результативністю: у свій перший сезон він забив тільки три голи в 26 зустрічах, а у двох других — по чотири м'ячі.
У другу за рангом лігу «Мессіні» вдалося потрапити у розіграші 1985/1986 років. А однією із зірок тогочасної команди якраз того року став і нападник Скіллачі — він у 33 матчах забив 11 голів. І уже на цьому хлопець не спинився — у новій для команди серії В під керівництвом відомого тренера Зденека Земана він у сезоні 1987/1988 забив 13 голів, а наступного — став найкращим бомбардиром з 23 голами у 35 іграх.
Після того успішного року Сальваторе перейшов до «Ювентуса» й під керівництвом Діно Дзоффа у 30 іграх забив 15 голів. Злет Скіллачі не міг не помітити тренер збірної Адзельйо Вічіні‎ й тепер уже він взяв хлопця на Чемпіонат світу як запасного нападника.
Свої виступи за збірну Скіллачі почав з останнього товариського матчу Італії напередодні чемпіонату світу проти швейцарців. Тоді Сальваторе продемонстрував не надто виразну гру й у підсумку не потрапив до основного складу головної команди Італії.

Скіллачі на ЧС-1990

Та уже під час першого матчу головний тренер був змушений випустити Тото як джокера через те, що пара нападників стартового складу не могла забити гол у ворота збірної Австрії. Скіллачі став героєм матчу, оскільки забив вирішальний гол після пасу Джанлуки Віаллі. У другій грі з американцями Сальваторе знову вийшов на заміну й відіграв більше часу, але голу так і не забив.
Після того в усіх наступних матчах нападник постійно виходив у основі і не покидав поля без голу. Від Скіллачі «постраждали» і Чехословаччина, і Уругвай, і Ірландія, а наостанок ще Аргентина й Англія. Та гол у ворота південноамериканців не допоміг Італії потрапити до фіналу. Однак у грі за третє місце проти «зачинателів футболу» завдяки голу з пенальті Сальваторе Скіллачі італійці зайняли третє місце.
По завершенні чемпіонату світу в кар'єрі Тото настав спад. Після зміни тренера у «Ювентусі», приходу Роберто Баджо, Тото перестав забивати. Одного разу він побився із партнером по атаці, а згодом у пресі з'явилася інформація, що дружина Сальваторе Ріта йому зраджувала. Скіллачі розлучився з нею й перейшов до «Інтера», але на новому місці нападнику не довіряв тренер і давалася взнаки давня травма.
Відтак Тото зважився на кардинальну зміну обстановки — переїхав до Японії в клуб «Джубіло Івата». Тут Скіллачі пережив другу молодість: провів 78 матчів та забив 56 голів. Щоправда за збірну більше не грав і у 33 роки завершив футбольну кар'єру.
1995 року, після повернення додому, Тото став кавалером ордену Італії, він одружився і розлучився, а в середині 2000-х років брав участь в шоу «Безлюдний острів». Згодом брав участь у судових процесах над італійською мафією як свідок.
У січні 2022-го в Тото діагностували рак товстої кишки, він переніс дві операції. Помер 18 вересня 2024 року на 60-му році.

## Статистика виступів

### Статистика виступів за збірну
| Дата       | Місто    | Господарі | Результат             | Гості          | Турнір                    | Голи | Примітки  |
| ---------- | -------- | --------- | --------------------- | -------------- | ------------------------- | ---- | --------- |
| 31/03/1990 | Базель   | Швейцарія | 0 – 1                 | Італія         | товариський матч          | -    |           |
| 09/06/1990 | Рим      | Італія    | 1 – 0                 | Австрія        | ЧС 1990 - 1-й етап        | 1    |           |
| 14/06/1990 | Рим      | Італія    | 1 – 0                 | США            | ЧС 1990 - 1-й етап        | -    |           |
| 19/06/1990 | Рим      | Італія    | 2 – 0                 | Чехословаччина | ЧС 1990 - 1-й етап        | 1    |           |
| 25/06/1990 | Рим      | Італія    | 2 – 0                 | Уругвай        | ЧС 1990 - 1/8 фіналу      | 1    |           |
| 30/06/1990 | Рим      | Італія    | 1 – 0                 | Ірландія       | ЧС 1990 - чвертьфінал     | 1    |           |
| 03/07/1990 | Неаполь  | Аргентина | 1 – 1 д.ч. (4-3 п.п.) | Італія         | ЧС 1990 - півфінал        | 1    |           |
| 07/07/1990 | Барі     | Італія    | 2 – 1                 | Англія         | ЧС 1990 - матч за 3 місце | 1    | 3-є місце |
| 26/09/1990 | Палермо  | Італія    | 1 – 0                 | Нідерланди     | товариський матч          | -    |           |
| 17/10/1990 | Будапешт | Угорщина  | 1 – 1                 | Італія         | Відбір до ЧЄ 1992         | -    |           |
| 03/11/1990 | Рим      | Італія    | 0 – 0                 | СРСР           | Відбір до ЧЄ 1992         | -    |           |
| 22/12/1990 | Лімасол  | Кіпр      | 0 – 4                 | Італія         | Відбір до ЧЄ 1992         | -    |           |
| 13/02/1991 | Терні    | Італія    | 0 – 0                 | Бельгія        | товариський матч          | -    |           |
| 05/06/1991 | Осло     | Норвегія  | 2 – 1                 | Італія         | Відбір до ЧЄ 1992         | 1    |           |
| 12/06/1991 | Мальме   | Італія    | 2 – 0 д.ч.            | Данія          | Scania Cup                | -    |           |
| 25/09/1991 | Софія    | Болгарія  | 2 – 1                 | Італія         | товариський матч          | -    |           |
| Усього     |          | Матчів    | 16                    |                | Голів                     | 7    |           |

## Титули і досягнення

### Командні
- Володар Кубка Італії (1):

«Ювентус»: 1989–90
- Володар Кубка УЄФА (2):

«Ювентус»: 1989–90
«Інтернаціонале»: 1993–94
- Чемпіон Японії (1):

«Джубіло Івата»: 1997
- Бронзовий призер чемпіонату світу: 1990

### Особисті
- Найкращий бомбардир Серії B:

1988–89 (23)
- Найкращий бомбардир чемпіонату світу:

1990 (6)
- Найкращий бомбардир чемпіонату Японії:

1995 (27)